# Mesnil Communal Cemetery Extension
Le Mesnil Communal Cemetery Extension  est un cimetière militaire de la Première Guerre mondiale, situé sur le territoire de la commune de Mesnil-Martinsart, dans le département de la Somme, au nord-est d'Amiens.

## Localisation
Ce cimetière est situé au sud du village, Rue d'En-Bas, à côté du cimetière communal.

## Histoire

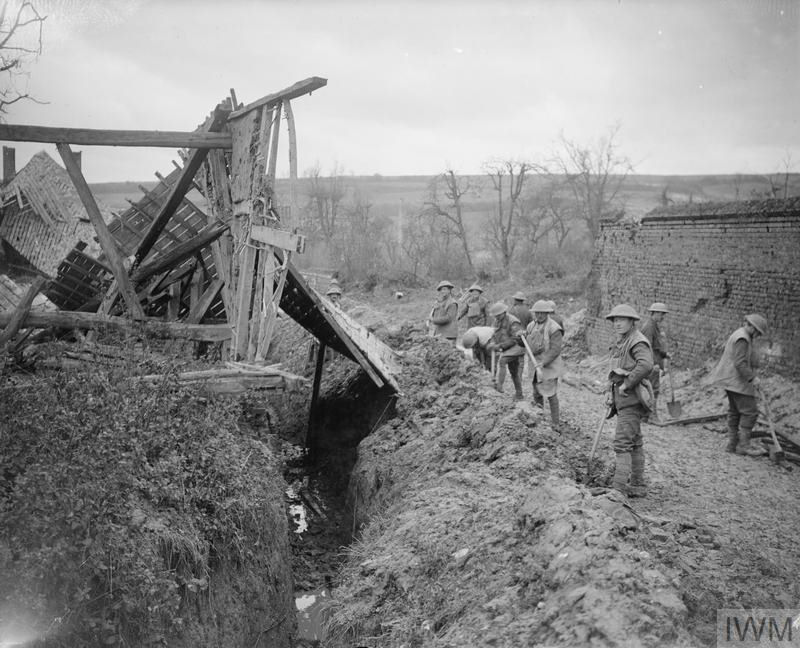
Photo de 1916 montrant les soldats britanniques à proximité du Mesnil-Martinsart.

Le secteur de Mesnil-Martinsart est proche de la ligne de front alliée jusqu'en septembre 1916, puis de mars à août 1918 lors de l'  Offensive du Printemps de l'armée allemande.
L'extension du cimetière communal fut commencée en juillet 1916, puis utilisée à nouveau comme cimetière de première ligne en 1918. Après l'Armistice, le cimetière fut agrandi grâce à l'apport de tombes supplémentaires provenant de cimetières provisoires des alentours.
L'extension contient désormais 333 sépultures et commémorations du Commonwealth de la Première Guerre mondiale dont 93  ne sont pas identifiées
.

## Caractéristiques
Le cimetière a un plan rectangulaire de 40 m sur 25. 

Il est entouré d'un muret de brique sur 3 côtés et d'une haie d'arbustes sur le côté mitoyen avec le cimetière communal. 

Le cimetière a été conçu par Sir Reginald Blomfield.

## Galerie

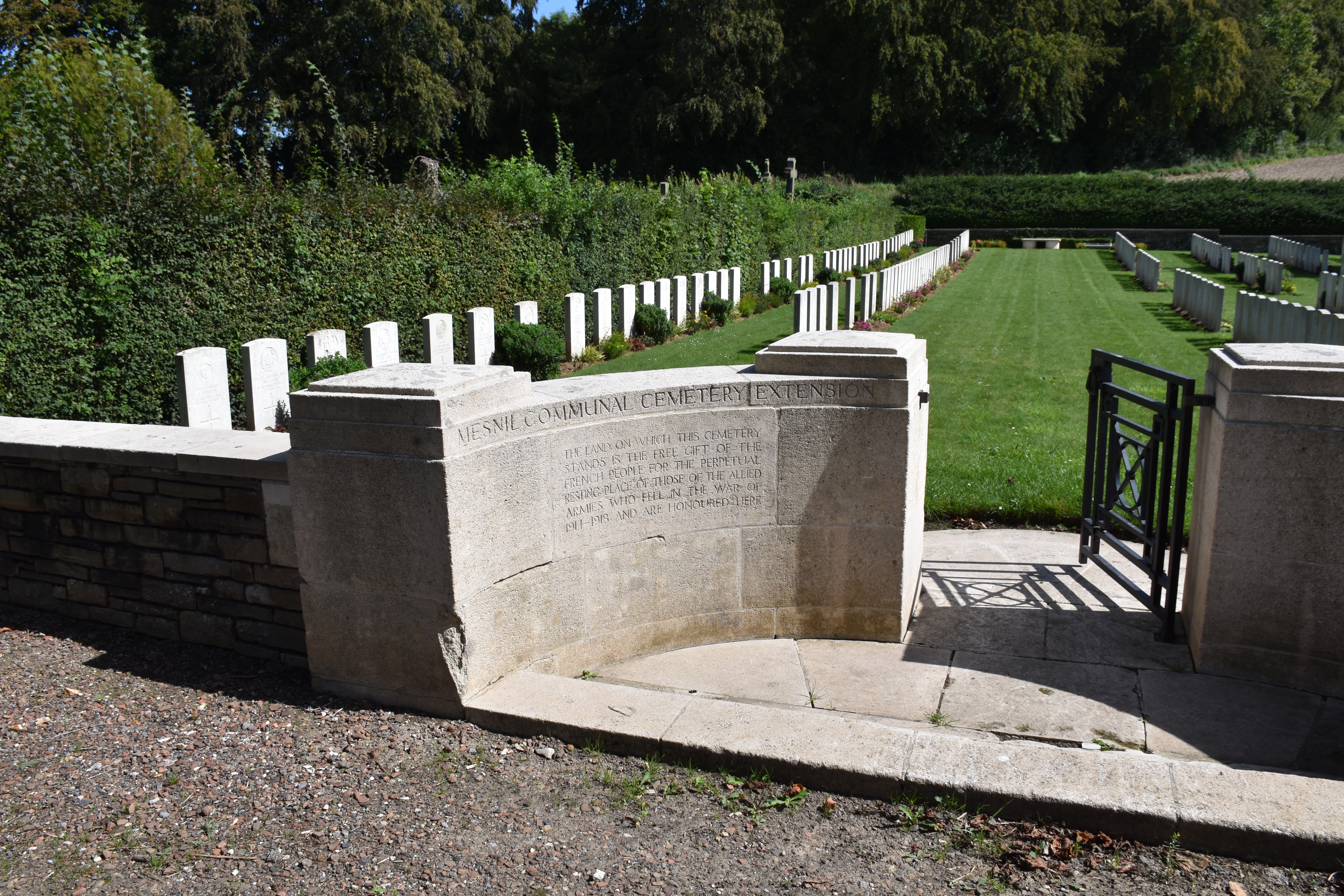
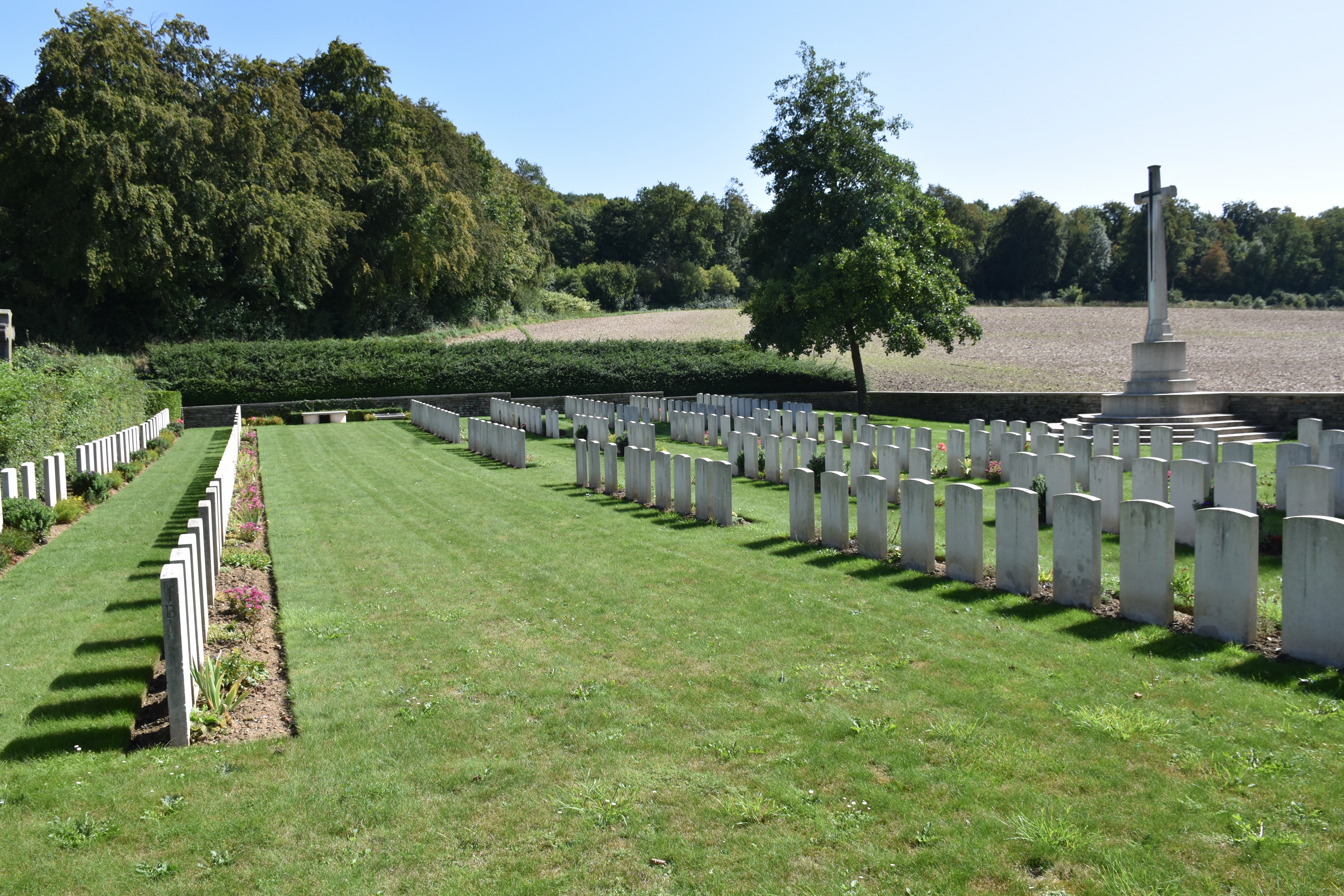
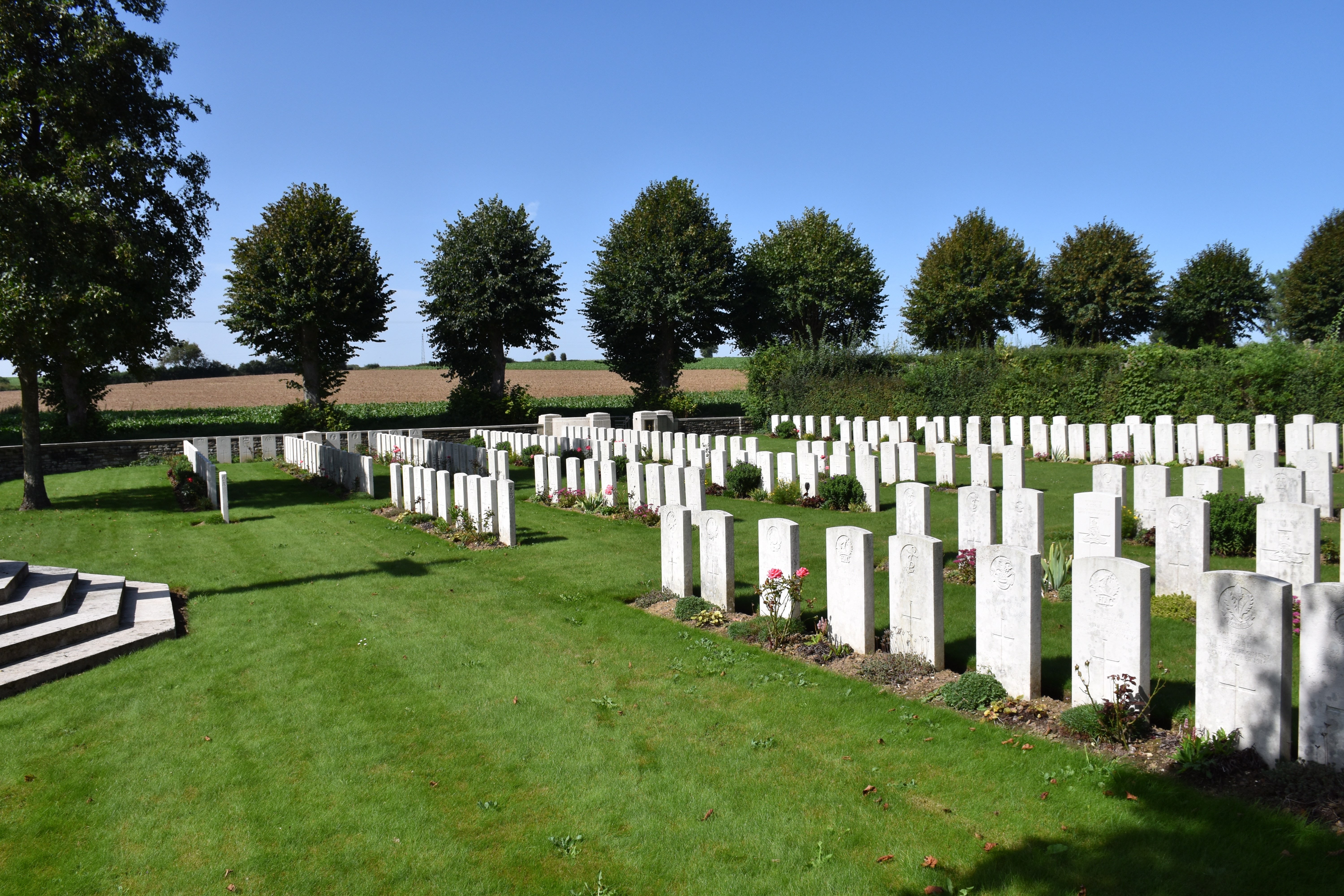
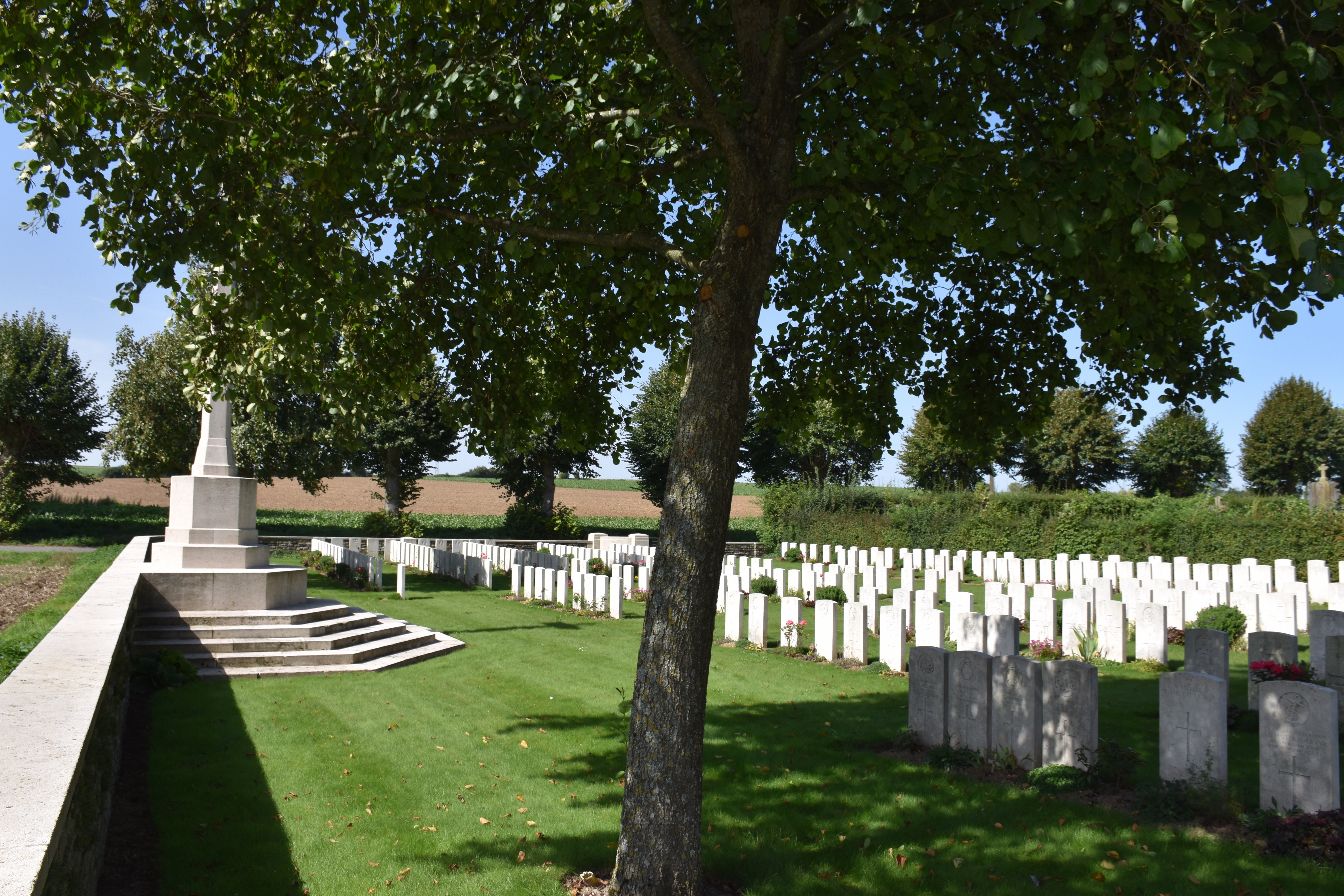
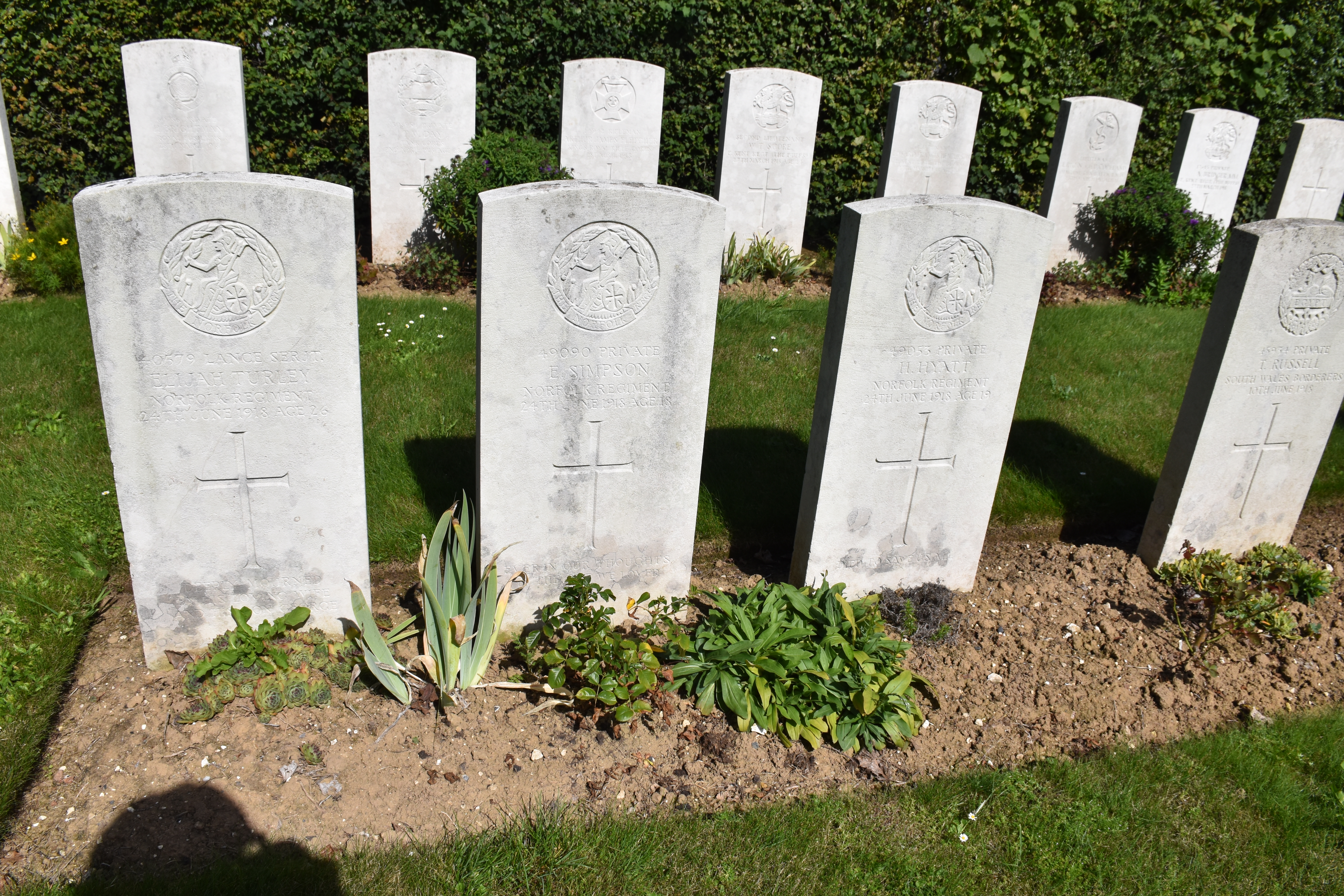
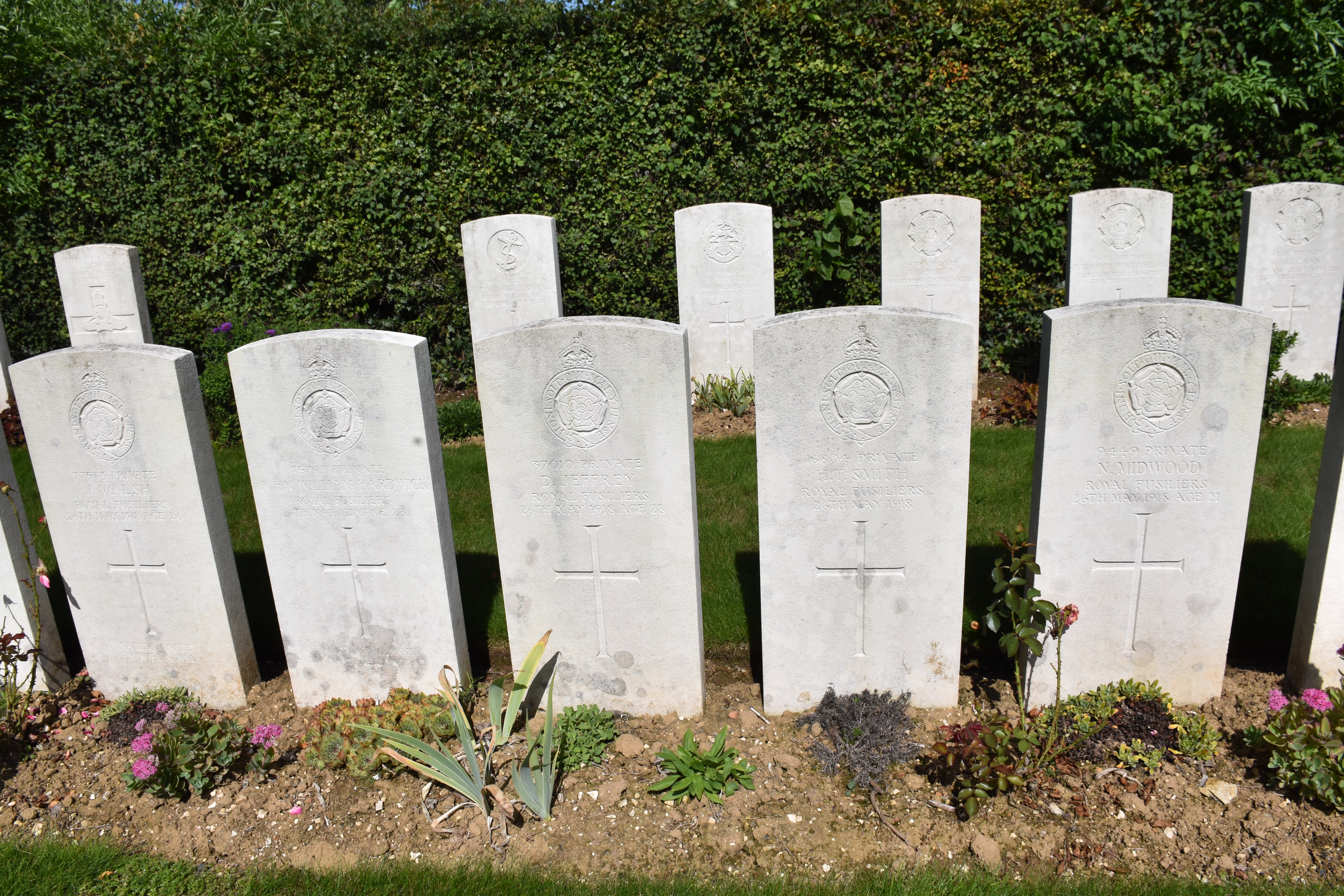

## Sépultures
| Pays             | Sépultures |
| ---------------- | ---------- |
| Royaume-Uni      | 321        |
| Canada           | 5          |
| Nouvelle-Zélande | 7          |
| Total            | 333        |